# Hexastylis
Hexastylis ist eine Pflanzengattung in der Familie der Osterluzeigewächse (Aristolochiaceae). Die etwa zehn Arten sind in Nordamerika verbreitet.

## Beschreibung

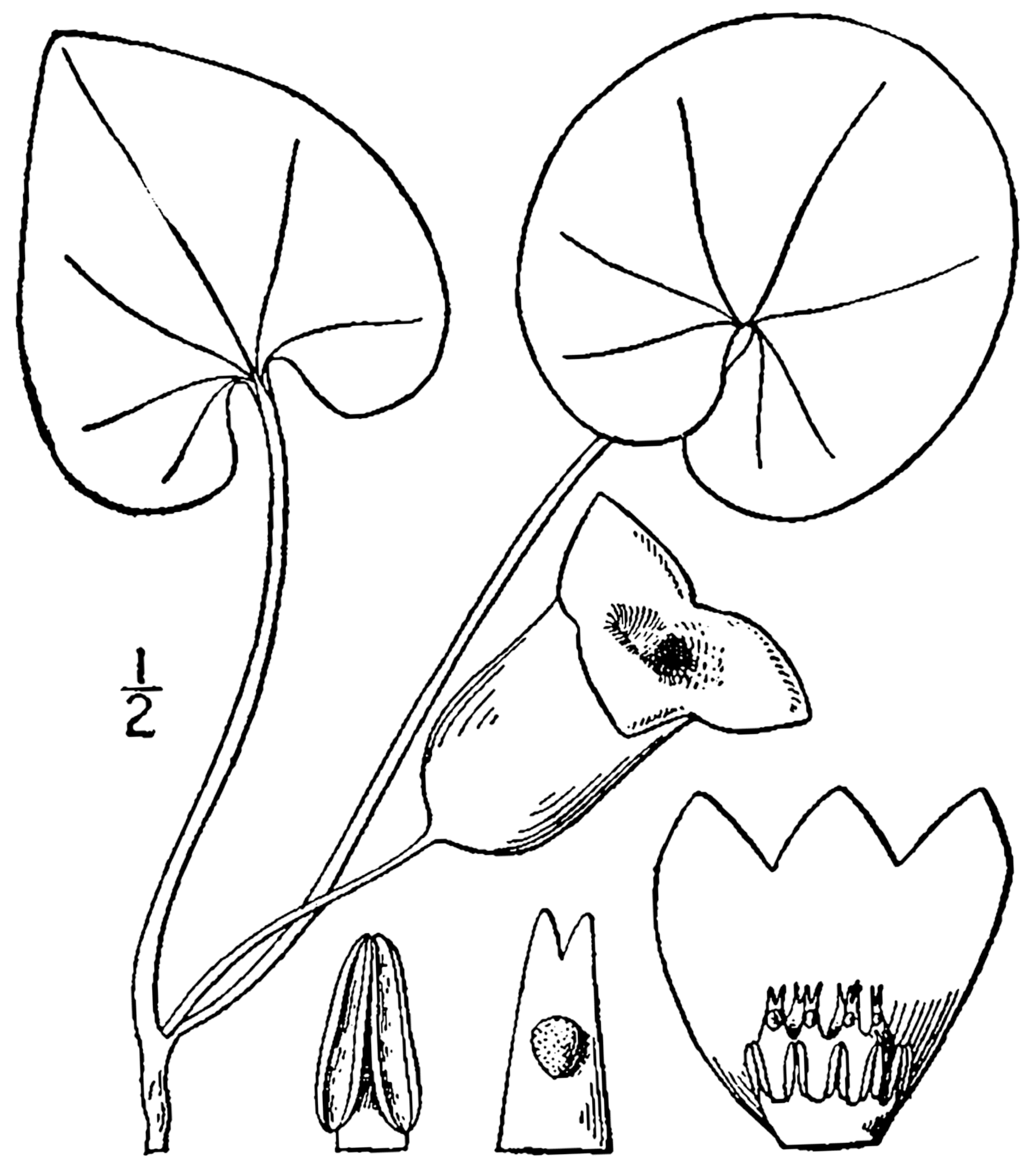
Zeichnung von Hexastylis shuttleworthii

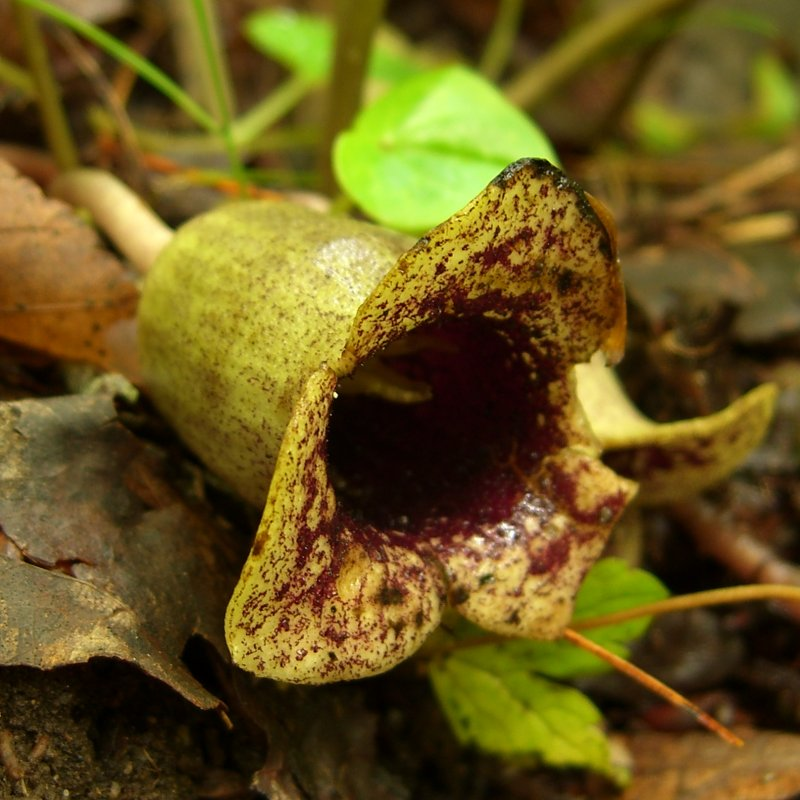
Blüte von Hexastylis heterophylla

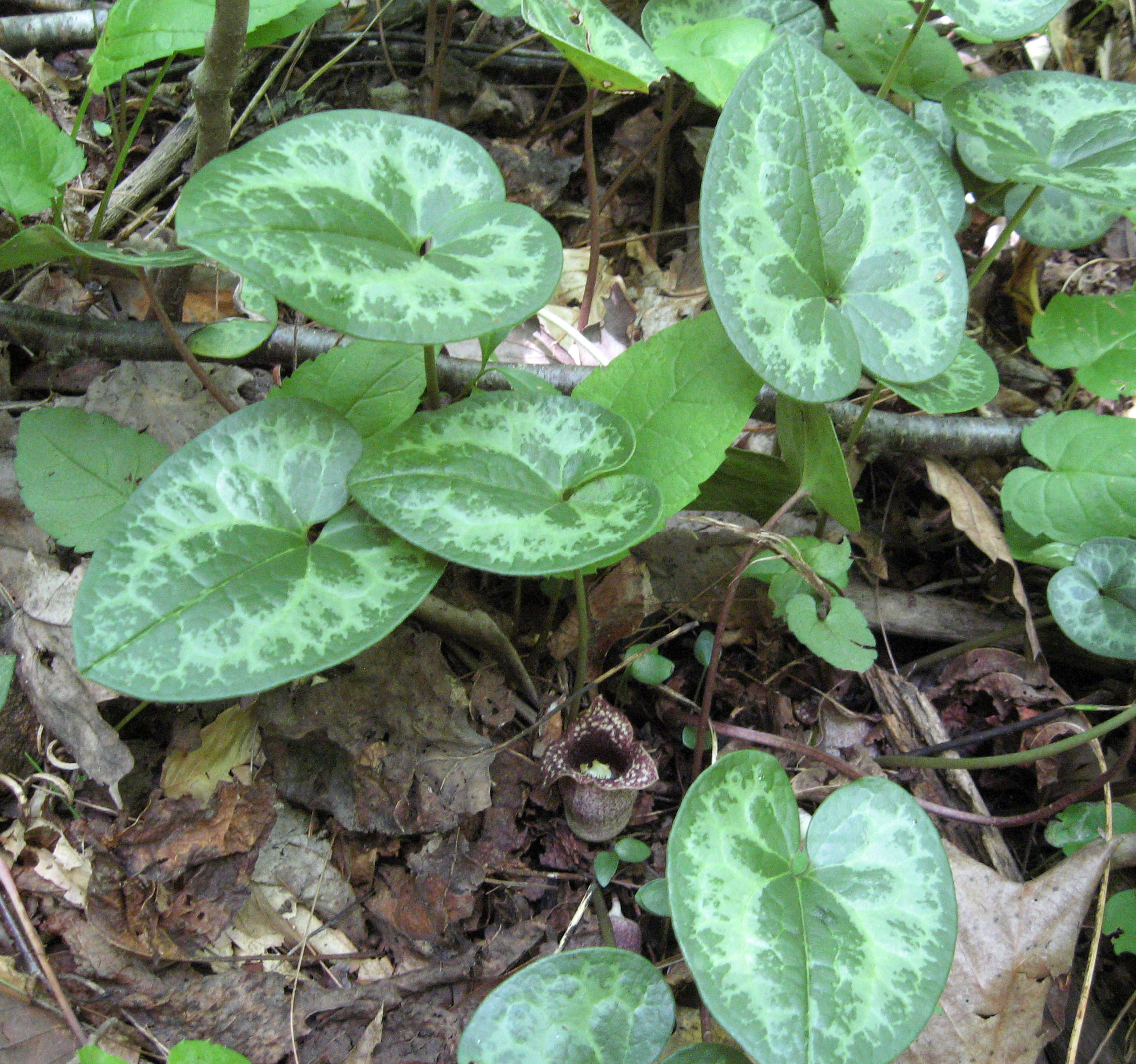
Hexastylis shuttleworthii

### Vegetative Merkmale
Hexastylis-Arten sind immergrüne, ausdauernde, krautige Pflanzen. Sie besitzen Rhizome, aber keine oberirdischen Sprossachsen. Die Laubblätter sind wechselständig. Nebenblätter fehlen. Sowohl gestielte Laubblätter als auch sitzende Schuppen-Blätter sind vorhanden. Die einfachen Blattspreiten sind kahl und häutig oder ledrig.

### Generative Merkmale
Die Blütenstände entspringen endständig den Rhizomen. Die Blüten stehen einzeln und ihnen gegenüber befindet sich jeweils ein dreieckiges Tragblatt. Die Blüten sind zwittrig. Die Kelchblätter sind auf dem größten Teil ihrer Länge miteinander verwachsen. Ihre Farbe ist in der Regel eine Mischung aus Braun, Lila oder Gelb. Außen- und Innenseite sind unbehaart. Die Kelchblätter weisen ein schwach bis stark ausgeprägtes Netz aus Leisten auf. Die Kelchröhre bildet nie einen abgegrenzten Fruchtschlauch. Es sind keine, auch keine rudimentären, Kronblätter vorhanden. Die 12 Staubblätter sind unverwachsen. Die Staubfäden sind kürzer als die Pollensäcke. Terminale Anhängsel der Staubbeutel fehlen oder sind nur rudimentär ausgeprägt. Der Fruchtknoten ist sechskammerig und oberständig oder zum Teil mittelständig. Die sechs Griffel sind unverwachsen, selten können sie aber an der Basis verwachsen.
Die fleischige Kapselfrucht öffnet sich unregelmäßig. Die Samen sind eiförmig, nicht geflügelt und besitzen fleischige Anhängsel.
Die Chromosomengrundzahl beträgt x = 13.

## Systematik und Verbreitung
Hexastylis wurde 1825 von Constantine S. Rafinesque-Schmaltz erstbeschrieben.
Die Gattung Hexastylis kommt in Nordamerika vor. Sie umfasst bis zu zehn Arten (manche Autoren stellen aber viele der Arten zu Asarum):
- Hexastylis arifolia (Michx.) Small: Es gibt drei Varietäten. Sie kommt in den US-Bundesstaaten Alabama, Florida, North Carolina, South Carolina, Louisiana, Georgia, Tennessee, Virginia und Mississippi in Höhenlagen von 0 bis 800 Metern vor.[1]
- Hexastylis contracta H.L.Blomq.: Sie gedeiht in Laubwäldern mit Kalmia und Rhododendron in Höhenlagen von 300 bis 1000 Metern in den US-Bundesstaaten in Kentucky, Tennessee sowie North Carolina.
- Hexastylis heterophylla (Ashe) Small: Sie kommt in West Virginia, Alabama, Virginia, Kentucky, North Carolina, South Carolina,  Tennessee und Georgia vor.[1]
- Hexastylis lewisii (Fernald) H.L.Blomq. & Oosting: Sie kommt in North Carolina und in Virginia vor.
- Hexastylis minor (Ashe) H.L.Blomq.: Sie kommt in North Carolina, South Carolina und in Virginia vor.
- Hexastylis naniflora H.L.Blomq.: Sie kommt in North Carolina und South Carolina oft zusammen mit Kalmia latifolia in Höhenlagen von 500 bis 700 Metern vor.[1]
- Hexastylis rhombiformis Gaddy: Sie kommt in North Carolina und South Carolina oft zusammen mit Kalmia latifolia und Rhododendron maximum in Höhenlagen von 500 bis 1000 Metern vor.
- Hexastylis shuttleworthii (Britten & Baker f.) Small: Sie kommt in Alabama, Georgia, North Carolina, South Carolina, Tennessee, Mississippi und Virginia vor. Es gibt zwei Varietäten.
- Hexastylis speciosa R.M.Harper: Dieser Endemit kommt nur nördlich von Montgomery in Alabama vor.
- Hexastylis virginica (L.) Small: Sie kommt in den US-Bundesstaaten Kentucky, Maryland, North Carolina, Tennessee, Virginia und West Virginia in Höhenlagen von 0 bis 700 Metern vor.[1]